# Conférence de Nairobi de 2006 sur les changements climatiques
Pour les articles homonymes, voir COP 12.
La Conférence de Nairobi de 2006 sur les changements climatiques s'est tenue du 6 au 17 décembre 2006 à Nairobi au Kenya. Elle constitue la 12e Conférence des parties (désignée COP 12), organisée par  l'Organisation des Nations unies pour le Climat et réunissant les pays signataires de la Convention-cadre des Nations unies sur les changements climatiques (CCNUCC) et la 2e réunion des parties au Protocole de Kyoto (CMP 2 ou MOP 2, selon les sources).
Finalement 10 décisions sont adoptées par la COP 26 et 12 par la MOP 2.

## Contexte et enjeux

### Vulnérabilité de l'Afrique
La conférence se déroule pour la première fois en Afrique sub-saharienne, dont le vice-président kényan, Moody Awori, souligne en ouverture qu'elle est particulièrement vulnérable face au changement climatique. Selon un nouveau rapport du CCNUCC rendu public lors de la conférence, 30 % des infrastructures côtières d'Afrique, y compris les aménagements humains au long du golfe de Guinée et des côtes sénégalaises, gambiennes et égyptiennes, risquent d'être submergées du fait du réchauffement de la planète. Le rapport précise également que « le rendement des cultures céréalières baissera de 5 % (...) d'ici aux années 2080, et les cultures de base, comme le sorgho au Soudan, en Éthiopie, en Érythrée et en Zambie, le maïs au Ghana, le mil au Soudan ou l'arachide en Gambie, se détérioreront en raison du changement climatique ». Quelque 70 % des 800 millions d'Africains vivant d'une agriculture dépendante à 95 % des eaux de pluie, tout changement climatique aurait des répercussions immédiates sur la vie de ces populations, note le document,.

### Définir la période post-Kyoto
La conférence constitue la deuxième réunion des parties au protocole de Kyoto (MOP2), ratifié à cette date par 156 pays, à l'exception notable des États-Unis et de l'Australie. Au titre de ce protocole, seuls 35 pays industrialisés et l'Union européenne sont tenus collectivement de réduire de 5 % sur la période 2008-2012 leurs émissions de gaz à effet de serre, essentiellement liées à la combustion des énergies fossiles (gaz, pétrole, charbon). Ces Pays, dits pays de l'Annexe I, représentent un tiers environ des émissions mondiales,.
Les enjeux de la conférence sont la définition des futurs engagements au-delà de la période 2008-2012 et l'enrôlement des grandes économies émergentes comme l'Inde, la Chine ou le Brésil dans les efforts de lutte contre l'effet de serre et l'aide aux pays en développement dans ce domaine.
Du côté des États-Unis, le contexte change petit à petit. De plus en plus d'États américains ont pris position cette année en faveur du protocole de Kyoto et de la réduction des émissions. L'acte le plus spectaculaire a été celui de la Californie, dont le gouverneur, pourtant républicain, Arnold Schwarzenegger, a promulgué, fin septembre, une loi visant à réduire de 25 % par rapport à la situation actuelle, les émissions de dioxyde de carbone et ce avant 2020.

## Décisions
22 décisions sont prises lors de cette conférence : 10 décisions sont adoptées par la COP 12 et 12 par la MOP 2,. Mais les résultats ne sont pas à la hauteur des enjeux. Ainsi la révision du protocole de Kyoto ne s'ouvrira qu'en 2008 et aucun délai n'est fixé pour l'aboutissement de ces discussions.
Les critères de gouvernance d'un fonds d'adaptation destiné à soutenir les pays en développement face aux défis du changement climatique, qui pourrait être opérationnel dès 2007, ont été définis. Le Fonds pour l'environnement mondial serait probablement chargé de la gestion de ce fonds. La conférence a reconnu la nécessité d'une meilleure répartition des projets MDP (dispositif d'aide aux pays en développement prévu par Kyoto) dans les pays les plus démunis, en insistant sur la nécessité de renforcer les capacités et les infrastructures de ces pays. Le système des Nations unies doit être mis à contribution pour les y aider.
La conférence a constaté que la lutte contre la déforestation est un enjeu majeur. La déforestation dans les pays en développement représente de 20 à 25 % des émissions mondiales de CO2, soit davantage que l'ensemble des secteurs du transport (14 %), selon les chiffres donnés par le rapport Stern. La conférence s'est aussi accordée sur la nécessité d'attribuer un prix à chaque arbre sauvé : un atelier spécial sera organisé au début de l'année 2007 pour envisager les moyens de rémunérer les efforts des pays qui protègent leurs forêts.
La question de la capture et du stockage du CO2 (technologie CCS) est renvoyée à la conférence de 2007. Le débat a opposé les gros émetteurs de CO2, les pays industrialisés, producteurs de pétrole, mais aussi la Chine et l'Inde – dont les économies sont fondées sur le charbon –, aux pays en développement (dont le Brésil) qui font valoir les incertitudes technologique du CCS et leurs craintes que ces projets ne divertissent l'aide aux projets de développement durable.